# Osterburg (Altmark)
Osterburg (Altmark), Hansestadt Osterburg (Altmark) − miasto w Niemczech, w kraju związkowym Saksonia-Anhalt, w powiecie Stendal. Miasto jest oddalone od stolicy powiatu Stendal o ok. 22 km.
1 lipca 2009 do miasta włączono wszystkie gminy znajdujące się wcześniej we wspólnocie administracyjnej Osterburg (Altmark): Ballerstedt, Düsedau, Erxleben, Flessau, Gladigau, Königsmark, Krevese, Meseberg, Rossau i Walsleben.

## Współpraca
Miejscowości partnerskie:
- Oerlinghausen, Nadrenia Północna-Westfalia
- Soltau, Dolna Saksonia
- Wieluń, Polska

## Zobacz też

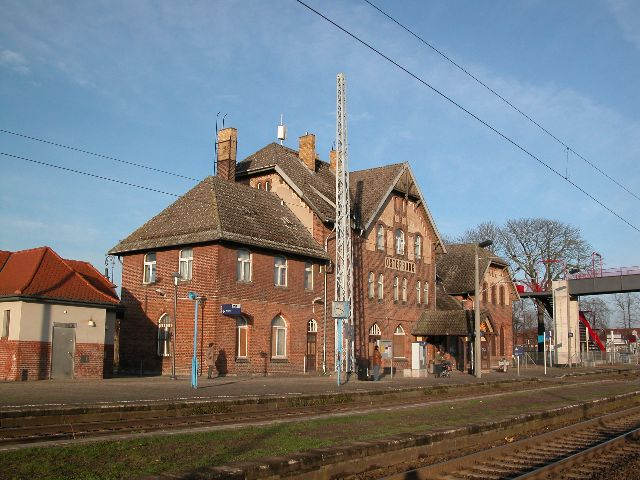
Stacja kolejowa w Osterburg (Altmark)